# Рябинский, Андрей Михайлович
Андрей Михайлович Рябинский (род. 17 июля 1973, Москва) — российский предприниматель, основатель и председатель совета директоров ООО «Группа компаний „Московский ипотечный центр“». Президент промоутерской компании «Мир бокса».

## Биография
В 1990 году окончил среднюю школу № 1158 Москвы, в 1998 году — Российскую экономическую академию имени Г. В. Плеханова по специальности «Экономическая кибернетика». С 2009 по 2011 год учился в Академии народного хозяйства при Правительстве Российской Федерации, получив степень DBA.
Будучи студентом начал работать в одной из крупных московских риелторских компаний. Здесь же познакомился с Александром Копылковым[значимость факта?], с которым в 1999 году и создал Группу компаний «МИЦ», которая сначала занималась исключительно риелторской деятельностью. Затем она стала инвестировать в жилищное строительство и смежные отрасли, а с 2005 года сама начала строить жильё. В 2012 занял пост председателя совета директоров ГК «МИЦ», которая в 2019 году вошла в рейтинг самых надежных российских девелоперов по версии Forbes, а также в рейтинг 500 крупнейших по размеру выручки компаний России по версии РБК.
В октябре 2023 года Рябинский подписал соглашение с ГК «Самолет» о продаже компании МИЦ. Согласно источникам, сумма сделки составила 45 млрд рублей и может стать крупнейшей на рынке жилого девелопмента за всю его историю.

## Проекты в спорте
В юности занимался боксом. Стал кандидатом в мастера спорта.
В 2012—2013 годах — генеральный партнёр баскетбольного клуба Химки.
5 октября 2013 года Рябинский совместно с компанией «Роснефть» организовал боксёрский поединок по версиям WBA, WBO, IBF, IBO между Владимиром Кличко и Александром Поветкиным. Бюджет поединка Кличко с Поветкиным составил 25 млн долларов, телевизионные права были проданы по всему миру, в том числе RTL, HBO, «Первому Каналу». По словам Рябинского, для него этот бой не был коммерческим проектом. «Я понимаю, что на фоне заработков любыми способами я выкидываю свои деньги на ветер, организовывая этот бой. Но мне просто хотелось организовывать бой мирового масштаба», — говорил он. Также он отмечал, что хочет помочь Москве стать одним из центров мирового бокса наряду с Нью-Йорком, Лас-Вегасом и Гамбургом.
В 2013 году создал и возглавил промоутерскую компанию «Мир бокса», которая вошла в группу компаний «МИЦ». Центр подписал контракты с ведущими боксерами: Александром Поветкиным, Денисом Лебедевым, Григорием Дроздом, Рахимом Чахкиевым, Эдуардом Трояновским, Мануэлем Чарром и другими, став крупнейшей европейской промоутерской компанией в сфере бокса.
В 2014 году промоутерская компания «Мир бокса» организовала ряд крупных чемпионских боев. В 2015 году Рябинский выиграл суд у боксерского промоутера Дона Кинга, по вине которого был сорван бой между чемпионом мира по версии Всемирной боксерской ассоциации (WBA) Денисом Лебедевым и Гильермо Джонсом. Компенсация составила 1,6 млн долларов, которые Рябинский обещал направить на «подготовку российских боксеров». В 2018 году Рябинский выиграл 4,3 млн долларов в суде по делу об отмененном в 2016 году поединке между Александром Поветкиным и Деонтеем Уайлдером.
В июне 2021 года Андрей Рябинский, будучи промоутером боксера Александра Поветкина, объявил о завершении его спортивной карьеры. 

## Достижения и награды
В 2011 году стал лауреатом номинации «Персона № 1» ежегодной международной премии «Рекорды рынка недвижимости» за достижения на рынке российской и зарубежной недвижимости.
В 2012 году в рейтинге «Коммерсанта» «Топ-1000 региональных руководителей предприятий» занял 360 место как председатель совета ГК «МИЦ».
В июле 2013 года занял пятое место в рейтинге «Медиалогии» «ТОП-10 бизнесменов» благодаря организации боя между Кличко и Поветкиным.
В 2014 году стал «Человеком года» по версии Всемирного боксёрского совета (WBC).
В 2014 году был удостоен национальной премии «Звезда бокса» в номинации «Человек года».
В 2016 году установил мировой рекорд по снайпингу в дисциплине «группа из пяти выстрелов подряд». В 2017 году — мировой рекорд по снайпингу по дальности точного выстрела — 4210 м.
В 2018 году занял пятое место на международном турнире снайперских пар среди спецподразделений и второе место в классе F-OPEN на Открытом первенстве России по высокоточной стрельбе в дисциплине Ф-класс.
В 2019 году на 1-м всероссийском турнире по сверхдальней стрельбе «Король 2-х миль» занял третье место в личном и первое место в командном зачёте. В этом же году принял участие в Открытом первенстве России по высокоточной стрельбе на дальние дистанции в дисциплине Ф-класс, где занял 2-е место (в классе F-OPEN).
В 2020 году занял 1-е место на открытом первенстве России по высокоточной стрельбе. Ранее также выступил в Открытом чемпионате России по F-class, где занял 3 место в классе F OPEN с результатом в 235 очков.
В июне стрелок стал обладателем национального рекорда на дистанции 900 ярдов, 15 выстрелов в классе F OPEN, с результатом 75,11. Рекорд был установлен 20 июня 2020 года на первом этапе Чемпионата РФ в Белгороде.
В октябре 2020 года принял участие в соревнованиях по высокоточной стрельбе «Король 2 миль», где занял 1-е место.
В 2021 году занял 1 место в командном зачете на Открытом чемпионате по высокоточной стрельбе в Белгороде.
В июне 2021 года во второй раз стал победителем соревнований снайперских пар по стрельбе на экстремально дальние дистанции и получил награду «Король 1 мили» (King of 1 Mile) и «Король 2 миль» (King of 2 Miles).